# New Zealand Squash Hall of Fame
In die New Zealand Squash Hall of Fame werden seit 2009 Personen aufgenommen, die sich durch besondere Leistungen um den neuseeländischen Squash verdient gemacht haben. Dazu zählen Spieler, Trainer und auch Funktionäre.
Geschäftsführender Vorstand der Hall of Fame, die ihren Sitz in Auckland hat, ist der ehemalige Spieler Stephen Cunningham. Aufnahmen werden durch ein in der Besetzung wechselndes Auswahlgremium festgelegt. Bislang fanden diese in den Jahren 2009, 2010, 2011, 2013, 2014, 2018 und 2021 statt. Aktuell sind 30 Personen Mitglied der Hall of Fame.

## Mitglieder der Hall of Fame
| Name             | Aufnahmejahr | Funktion                        |
| ---------------- | ------------ | ------------------------------- |
| Neven Barbour    | 2010         | Spieler, Trainer und Funktionär |
| Robyn Blackwood  | 2013         | Spieler                         |
| Bruce Brownlee   | 2009         | Spieler                         |
| Bryden Clarke    | 2014         | Funktionär                      |
| Norm Coe         | 2011         | Spieler und Trainer             |
| Rob Crothall     | 2013         | Trainer                         |
| Stuart Davenport | 2009         | Spieler                         |
| Pam Davis        | 2011         | Spielerin                       |
| Murray Day       | 2009         | Funktionär                      |
| Susan Devoy      | 2009         | Spielerin                       |
| Dardir El Bakary | 2009         | Trainer                         |
| Chas Evans       | 2021         | Schiedsrichter                  |
| John Gillies     | 2010         | Spieler und Funktionär          |
| Don Green        | 2010         | Spieler und Funktionär          |
| Roy Haddon       | 2009         | Funktionär                      |
| Allen Johns      | 2010         | Spieler und Funktionär          |
| Trevor Johnston  | 2013         | Spieler                         |
| Leilani Joyce    | 2009         | Spielerin                       |
| Shelley Kitchen  | 2018         | Spielerin                       |
| Bill Murphy      | 2013         | Funktionär                      |
| Nancy New        | 2010         | Spielerin                       |
| Ross Norman      | 2009         | Spieler                         |
| Carol Owens      | 2010         | Spielerin                       |
| Susie Simcock    | 2010         | Funktionärin                    |
| Paul Steel       | 2011         | Spieler                         |
| Ann Stephens     | 2011         | Spielerin                       |
| Charlie Waugh    | 2010         | Spieler                         |
| Jenny Webster    | 2013         | Spielerin                       |
| Joanne Williams  | 2013         | Spielerin                       |
| Jade Wilson      | 2013         | Spielerin                       |
| Glen Wilson      | 2022         | Spieler                         |